# Sultanuvaisia
Sultanuvaisia es un género extinto de peces que pertenece al orden de los Ichthyodectiformes. Fue descrito científicamente por Lev Nesov en 1981.

## Especies
Especies reconocidas del género:
- Sultanuvaisia antiqua Nesov, 1981[2]